# Voitsberg
Voitsberg is een gemeente in de Oostenrijkse deelstaat Stiermarken, en maakt deel uit van het district Voitsberg.
Voitsberg telt 9919 inwoners.

## Geboren
- René Eisner (1975), voetbalscheidsrechter
- René Aufhauser (1976), voetballer
- Bernhard Eisel (1981), wielrenner
- Thomas Murg (1994), voetballer
- Kevin Danso (1998), voetballer

Bärnbach ·
Edelschrott ·
Gallmannsegg ·
Geistthal ·
Gößnitz ·
Graden ·
Hirschegg ·
Kainach bei Voitsberg ·
Köflach ·
Kohlschwarz ·
Krottendorf-Gaisfeld ·
Ligist ·
Maria Lankowitz ·
Modriach ·
Mooskirchen ·
Pack ·
Piberegg ·
Rosental an der Kainach ·
Salla ·
Sankt Johann-Köppling ·
Sankt Martin am Wöllmißberg ·
Söding ·
Södingberg ·
Stallhofen ·
Voitsberg
- Gemeinsame Normdatei: 4108364-7
- Library of Congress Control Number: n95014694
- MusicBrainz: ae15c35f-78d4-4b0e-b7e7-f3bb887805e9
- Nationale Bibliotheek van Tsjechië: ge1094664
- Nationale Bibliotheek van Israël: 987007535395705171
- Virtual International Authority File: 139713839